# Гитарниковые
Гитарниковые, или гитарные скаты, или рохлевые скаты (лат. Rhinobatidae), — семейство скатов из отряда пилорылообразных (Pristiformes). Обитают в Атлантическом, Индийском и Тихом океане, как правило вблизи побережья, иногда заплывают в солоноватую воду речных устий.
Систематика гитарниковых, как у всех скатов, весьма спорная и подвержена постоянным ревизиям. Иногда они выделяются в отдельный отряд рохлеобразные (Rhynchobatiformes), иногда в подотряд Rhinobatoidei или надсемейство Rhinobatoidea. Данная статья придерживается систематики FishBase. Согласно этому порталу гитарниковые делятся на семь родов, в которых числятся 45 видов.

## Внешность
В форме тела рохлевых скатов можно увидеть отголоски акулоподобных предков скатов (впрочем, точка зрения о происхождении скатов от акул не находит молекулярных доказательств). Представители этого семейства вытянуты, их тело ещё не такое приплюснутое, как у других скатов. У них ещё не атрофировались два спинных плавника, находящиеся далеко сзади, а также анальный плавник без хвостового шипа. Пасть приспособлена к пище, состоящей из ракообразных и моллюсков, с многочисленными мелкими и тупыми зубами.

## Размножение
Как и для большинства скатов, для рохлевых скатов характерно живорождение. Детёныши рождаются на свет полностью развитыми.

## Эволюционная история
Рохлевые скаты являются одним из наиболее древних представителей скатов и появились в раннем юрском периоде. Роды Aellopos и Asterodermus встречаются в Зольнхофенском мраморе. Ещё одним рохлевым является Rhombopterygia из раннего мелового периода, найденный в Ливане. Современные роды рохлевых Rhinobatos, Trygonorrhina и Zapteryx  существуют с позднего мелового периода и эоцена.

## Систематика
В семействе рохлевых скатов 60 видов:
- Рохлевые скаты (Aptychotrema)

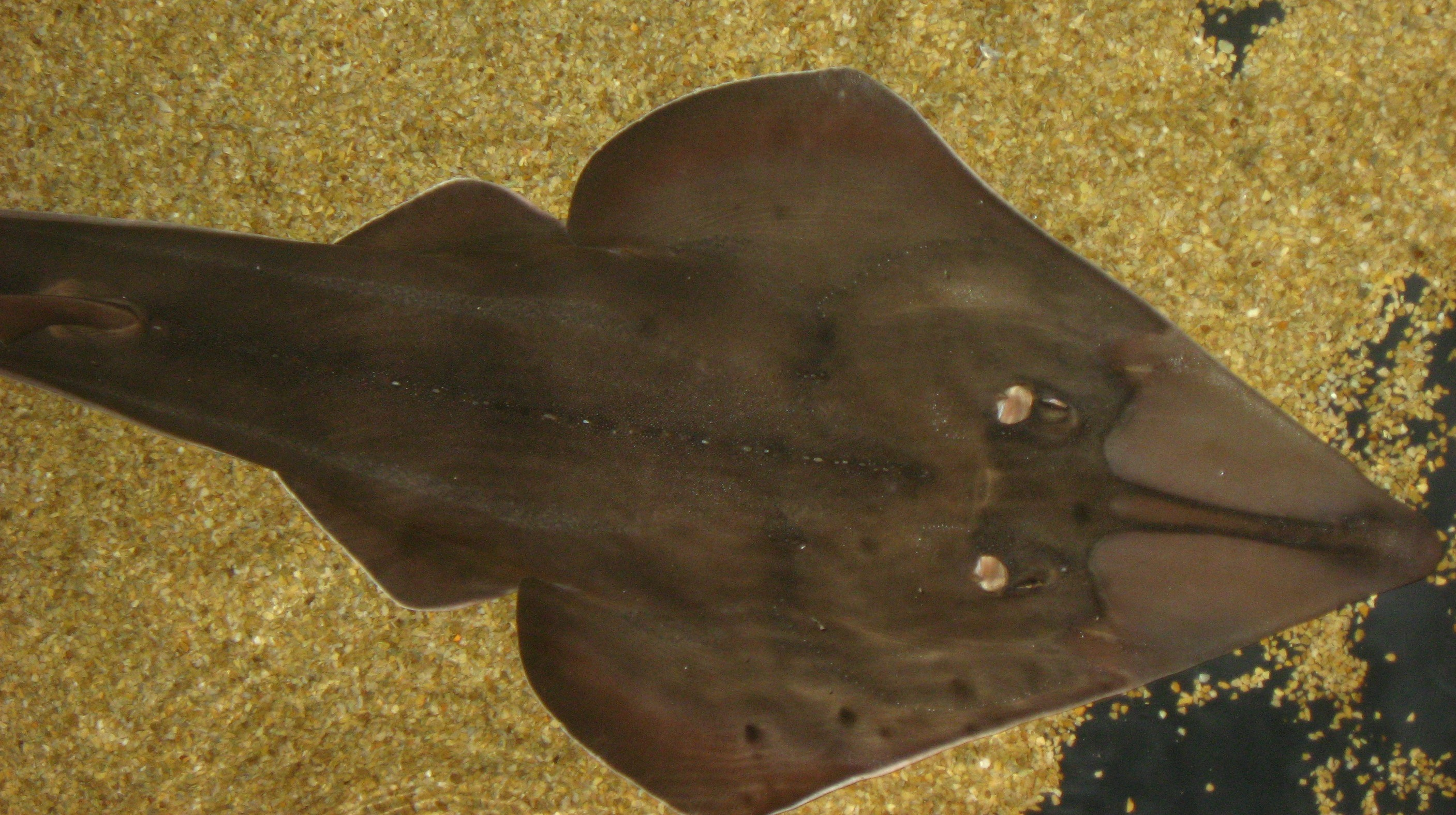
Rhinobatos cemiculus

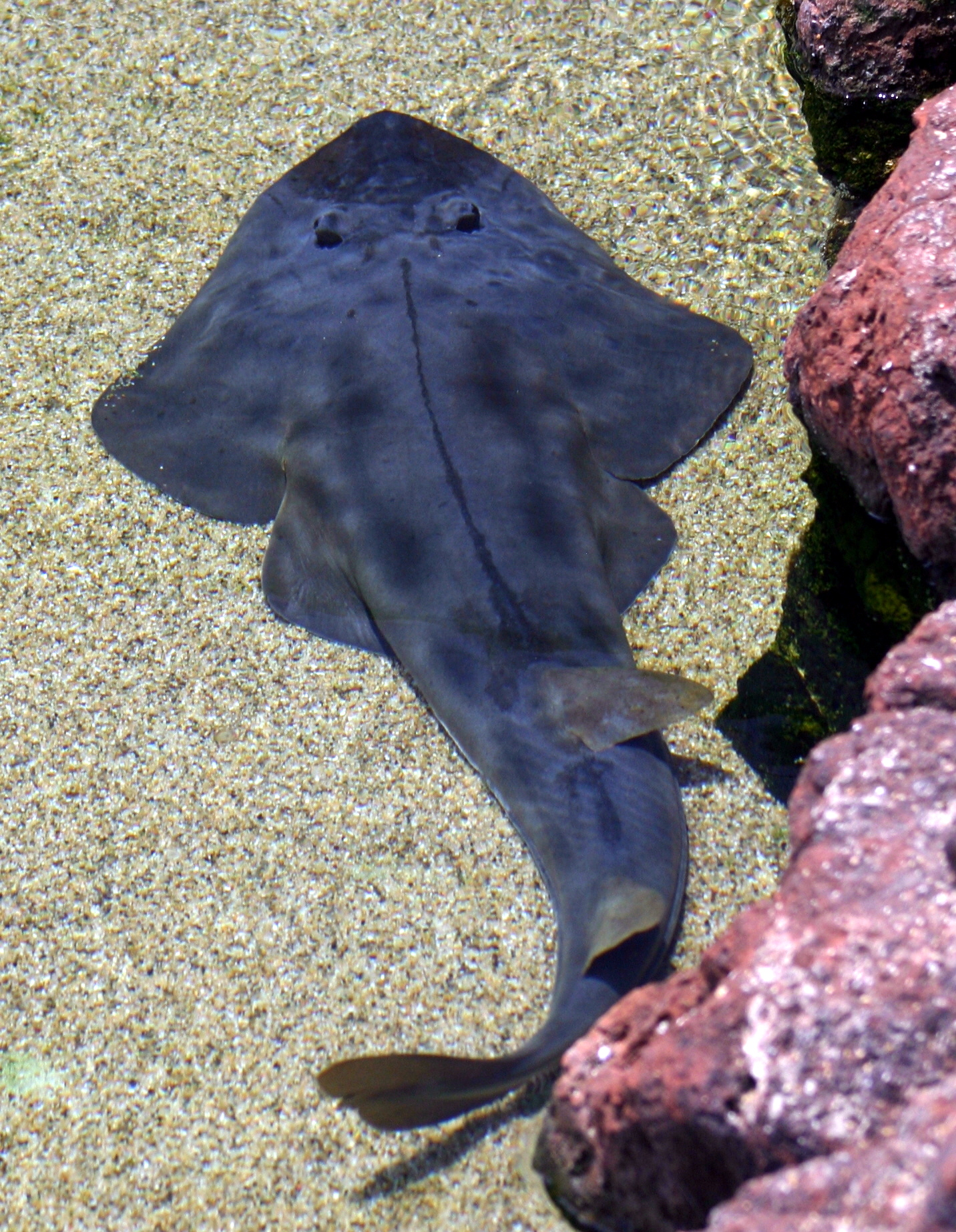
Rhinobatos productus

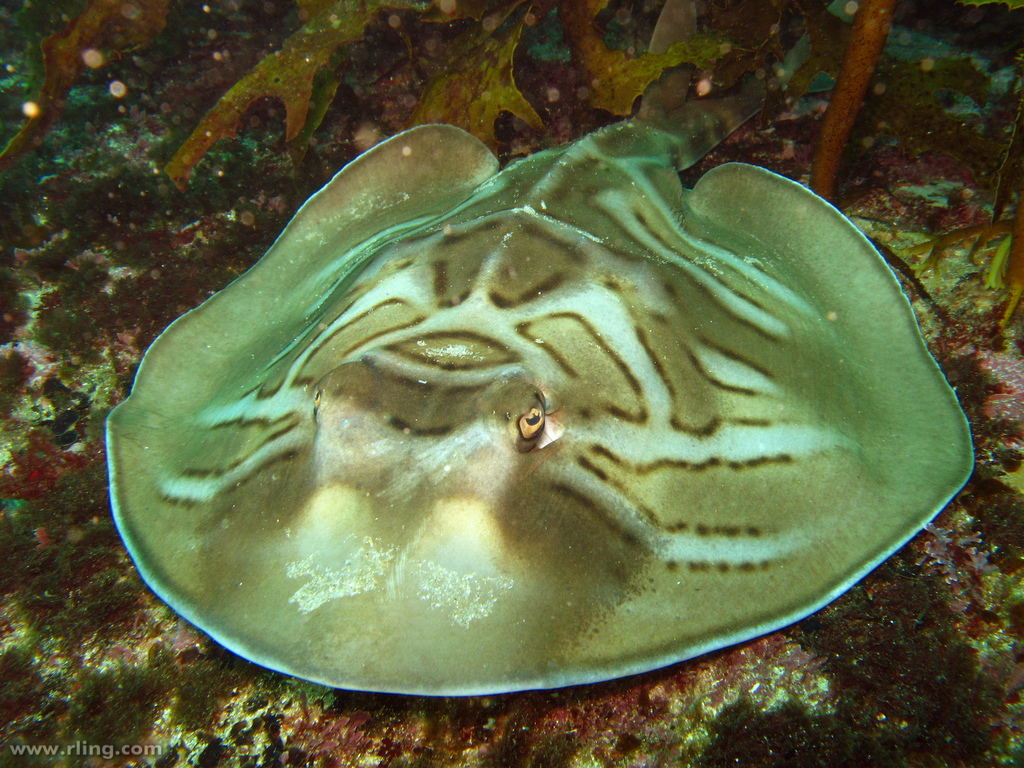
Trygonorrhina sp.

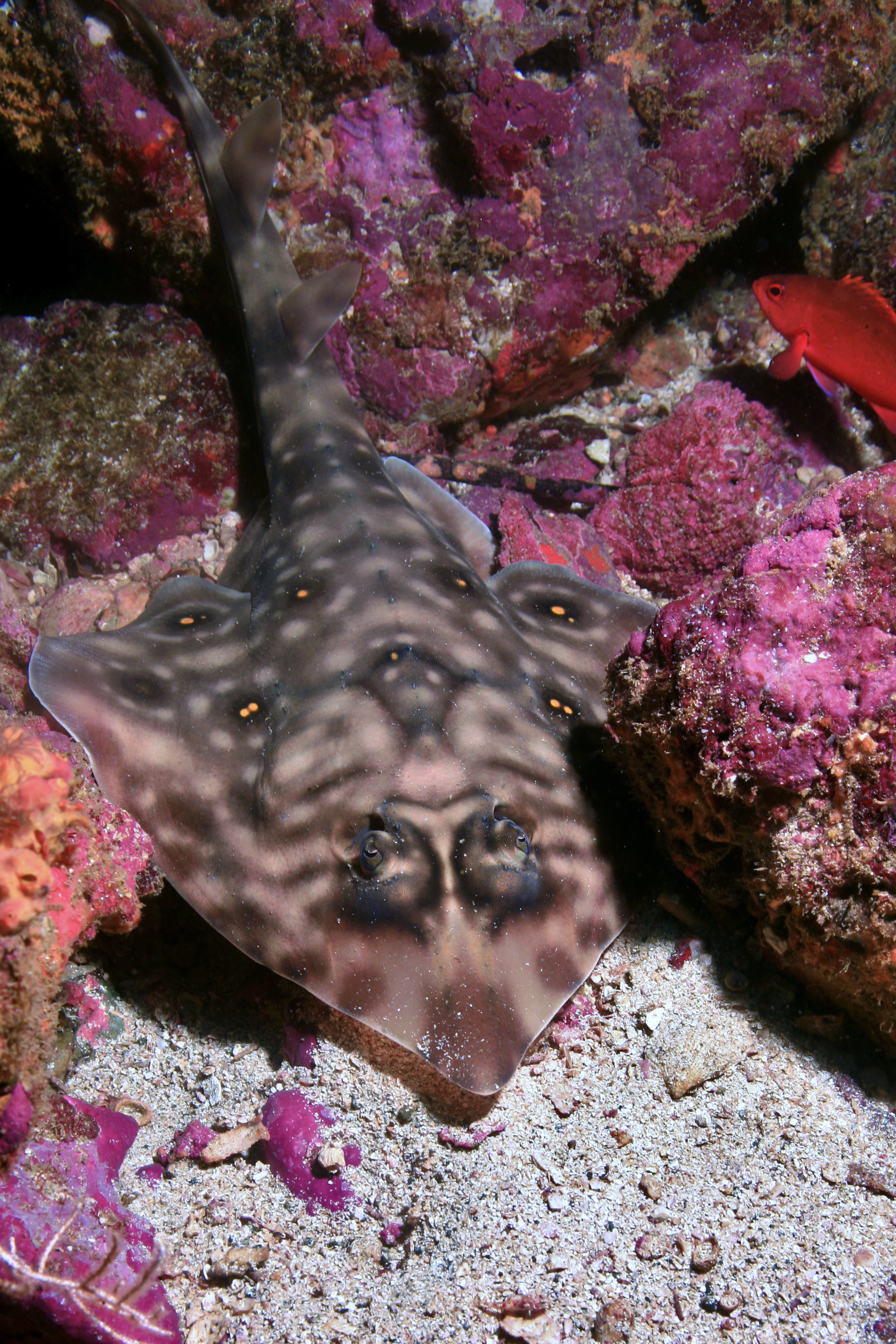
Zapteryx xyster

  - Рохлевый скат Бугенвилля (Aptychotrema bougainvillii)
  - Aptychotrema rostrata
  - Aptychotrema vincentiana
- Glaucostegus
  - Glaucostegus granulatus — Бугристый гитарник
  - Glaucostegus halavi
  - Glaucostegus typus
- Platyrhina — Китайские дисковые скаты
  - Platyrhina hyugaensis
  - Platyrhina sinensis — Китайский дисковый скат
  - Platyrhina tangi
- Platyrhinoidis
  - Platyrhinoidis triseriata — Тихоокеанский дисковый скат
- Rhina
  - Rhina ancylostoma
- Rhinobatos — Гитарные скаты, или гитарники
  - Rhinobatos albomaculatus
  - Rhinobatos annandalei
  - Острорылый гитарник (Rhinobatos annulatus)
  - Rhinobatos blochii
  - Атлантический гитарник (Rhinobatos cemiculus)
  - Rhinobatos formosensis
  - Rhinobatos glaucostigma
  - Rhinobatos holcorhynchus
  - Бразильский гитарник (Rhinobatos horkelii)
  - Восточноазиатский гитарник (Rhinobatos hynnicephalus)
  - Rhinobatos irvinei
  - Rhinobatos jimbaranensis
  - Rhinobatos lentiginosus
  - Rhinobatos leucorhynchus
  - Серопятнистый гитарник (Rhinobatos leucospilus)
  - Rhinobatos lionotus
  - Rhinobatos microphthalmus
  - Rhinobatos nudidorsalis
  - Rhinobatos obtusus
  - Rhinobatos ocellatus
  - Rhinobatos penggali
  - Пятнистый гитарник (Rhinobatos percellens)
  - Rhinobatos petiti
  - Перуанский гитарник (Rhinobatos planiceps)
  - Rhinobatos prahli
  - Калифорнийский гитарник (Rhinobatos productus)
  - Rhinobatos punctifer
  - Обыкновенный гитарный скат (Rhinobatos rhinobatos), или средиземноморский гитарный скат
  - Rhinobatos salalah
  - Гитарный скат Шлегеля (Rhinobatos schlegelii), или длинный скат Шлегеля
  - Rhinobatos spinosus
  - Rhinobatos thouin
  - Rhinobatos variegatus
  - Rhinobatos zanzibarensis
- Rhynchobatus — Акулохвостые скаты, или ринхобаты
  - Rhynchobatus australiae
  - Rhynchobatus djiddensis — Азиатский акулохвост, или азиатский акулохвостый скат
  - Rhynchobatus laevis
  - Rhynchobatus luebberti — Африканский акулохвост
  - Rhynchobatus palpebratus
  - Rhynchobatus springeri
- Tarsistes
  - Tarsistes philippii
- Полосатые рохлевые скаты (Trygonorrhina)
  - Полосатый рохлевый скат (Trygonorrhina fasciata)
  - Trygonorrhina melaleuca
- Zanobatus
  - Zanobatus schoenleinii — Занобатус
- Короткорылые гитарные скаты (Zapteryx)
  - Короткорылый гитарный скат (Zapteryx brevirostris)
  - Zapteryx exasperata
  - Zapteryx xyster